# Сана (Франция)
Сана́ (фр. Sana, окс. Sanà) — коммуна во Франции, находится в регионе Юг — Пиренеи. Департамент — Верхняя Гаронна. Входит в состав кантона Казер. Округ коммуны — Мюре.
Код INSEE коммуны — 31530.

## География

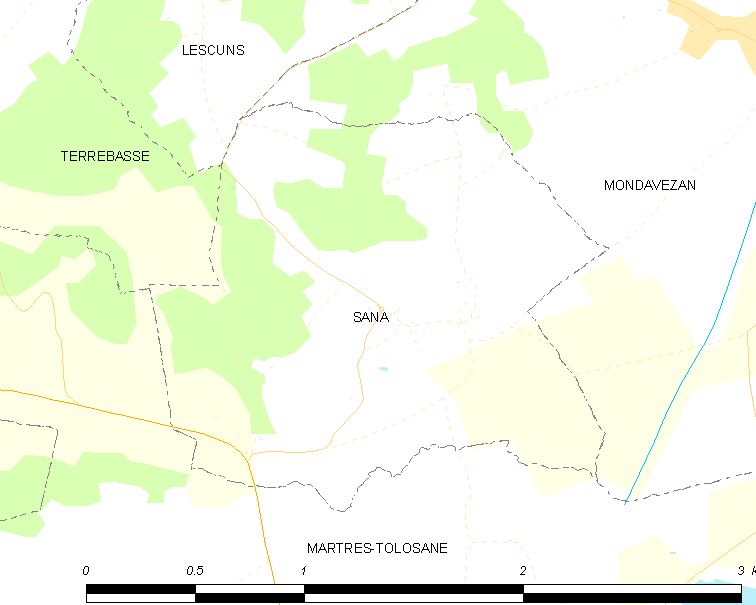
Карта коммуны

Коммуна расположена приблизительно в 640 км к югу от Парижа, в 55 км к юго-западу от Тулузы.

## Климат
Климат умеренно-океанический. Зима мягкая и снежная, весна характеризуется сильными дождями и грозами, лето сухое и жаркое, осень солнечная. Преобладают сильные юго-восточные и северо-западные ветры.

## Население
Население коммуны на 2010 год составляло 221 человек.
| 1962 | 1968 | 1975 | 1982 | 1990 | 1999 | 2010 |
| ---- | ---- | ---- | ---- | ---- | ---- | ---- |
| 114  | 120  | 155  | 171  | 158  | 175  | 221  |

## Администрация
| Период | Период | Фамилия             | Партия                  | Примечания |
| ------ | ------ | ------------------- | ----------------------- | ---------- |
| ?      | 1930   | Пьер Терре          |                         |            |
| 1930   | 1966   | Пьер Периссе        |                         |            |
| 1966   | 1966   | Жан-Луи Периссе     |                         |            |
| 1966   | 1971   | мистер Клерак       |                         |            |
| 1971   | 1989   | Роже Шапле          |                         |            |
| 1989   | 2001   | мадам Франко-Молина |                         |            |
| 2001   | 2020   | Пьеррет Рокабер     | Социалистическая партия |            |

## Экономика
В 2010 году среди 137 человек трудоспособного возраста (15—64 лет) 82 были экономически активными, 55 — неактивными (показатель активности — 59,9 %, в 1999 году было 46,5 %). Из 82 активных жителей работали 74 человека (43 мужчины и 31 женщина), безработных было 8 (2 мужчин и 6 женщин). Среди 55 неактивных 6 человек были учениками или студентами, 9 — пенсионерами, 40 были неактивными по другим причинам.